# Deividas Matulionis

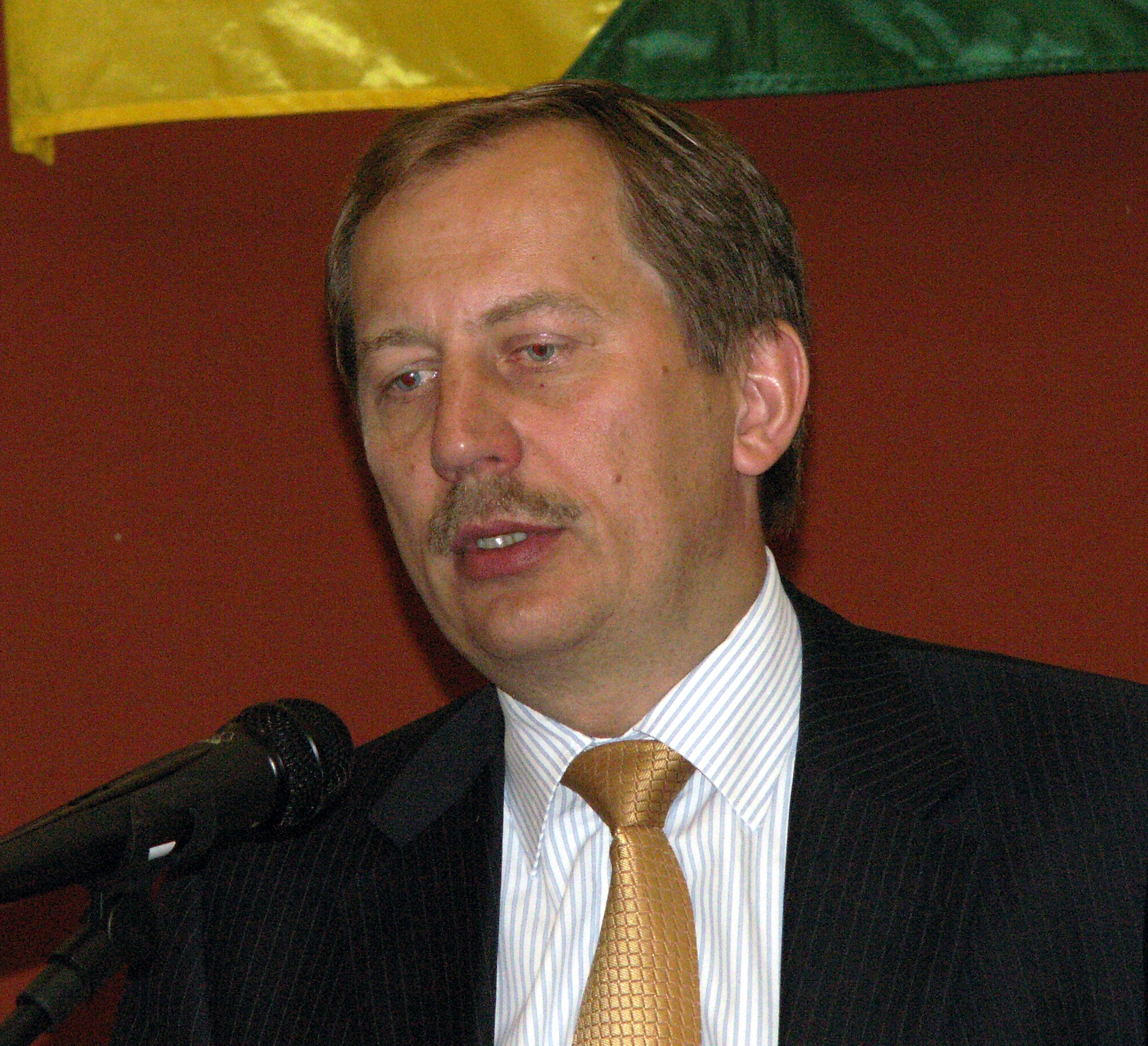
Deividas Matulionis (2009)

Deividas Matulionis (* 1963 in der Litauischen SSR) ist ein litauischer Diplomat. Von 2012 bis 2017 war er Botschafter seines Landes in Deutschland.

## Leben
Nach dem Abitur 1981 an der 16. Sekundarschule Vilnius  absolvierte  Deividas Matulionis von 1981 bis 1986 das Diplomstudium an der Fakultät für Industrieökonomie der Universität Vilnius (VU) in der litauischen Hauptstadt Vilnius. Anschließend arbeitete er als Dozent am Fachbereich für Theoretische Ökonomie an der VU. 
1991 wechselte er ins litauische Ministerium für Auswärtige Angelegenheiten und hatte dort verschiedene Positionen inne. Von 2001 bis 2006 war Matulionis Bevollmächtigter Sonderbeauftragter in Dänemark und Island. Bevor er im Jahr 2007 Staatssekretär des Ministeriums für Auswärtige Angelegenheiten wurde, leitete er die Abteilung Ökonomische Sicherheitspolitik. Von 2009 bis 2012 war er Kanzler des Ministerpräsidenten Andrius Kubilius. Am 23. Oktober 2012 trat er sein Amt als Botschafter der Republik Litauen in Deutschland an. Am 11. Juli 2017 wurde er von Darius Jonas Semaška abgelöst. Ab 2017 war er Berater des litauischen Premierministers Saulius Skvernelis. 2020 arbeitete er als erster Stellvertreter des Kanzlers in der Regierungskanzlei Litauens.
Matulionis ist verheiratet und hat zwei Kinder.